# Leptastacidae
Leptastacidae é uma família de crustáceos da ordem Harpacticoida.